# Federalista
Federalista (ang. The Federalist, The Federalist Papers) – cykl 85 esejów autorstwa Alexandra Hamiltona, Jamesa Madisona i Johna Jaya, uznawany za pierwszy komentarz do Konstytucji Stanów Zjednoczonych.

## Tło historyczne
Kongres Filadelfijski, który zebrał się 25 maja 1787, miał za zadanie uchwalić nowy projekt konstytucji – mającej zastąpić dotychczasowe Artykuły Konfederacji. Po czterech miesiącach obrad, 17 września, dokument został podpisany i ogłoszony. Na konwencji ustalono, że wymaga się zgody 9 spośród 13 stanów, aby ratyfikować Konstytucję. Głównym punktem spornym była tzw. Karta Praw Obywatelskich. Niecałe dwa tygodnie później, 28 września, George Clymer przedstawił projekt, by zarządzić wybory delegatów do zgromadzenia stanowego. Ponieważ dokument wzbudzał duże kontrowersje, część posłów nie pojawiła się na głosowaniu, przez co nie osiągnięto kworum. Następnego dnia dwóch posłów doprowadzono siłą i przeprowadzono głosowanie, które zakończyło się sukcesem zwolenników Konstytucji. Do 21 czerwca 1788 udało się zebrać zgody wymaganych dziewięciu stanów. Nie było wśród nich jednak Wirginii i Nowego Jorku, które uchodziły za najważniejsze. Dzięki kampaniom Washingtona i Madisona Wirginia wkrótce ratyfikowała Konstytucję. Istniała jednak uzasadniona obawa, że jeśli Nowy Jork jej nie podpisze, to sąsiadujące z nim stany mogą uznać go za obce państwo.

## Treść i wpływ
Wobec tak trudnej sytuacji, Hamilton postanowił napisać cykl artykułów wyjaśniających zasady nowej ustawy zasadniczej, które zebrano i opublikowano pt. „Federalista”. Swoje teksty sygnował pseudonimem „Publius” (od Publiusa Valeriusa). Pierwszy artykuł ukazał się 27 października 1787, a ostatni 28 maja 1788. Początkowo Hamilton chciał zaprosić do współpracy Gouverneura Morrisa, ponieważ jednak ten nie chciał się zgodzić, przyszły sekretarz skarbu zwrócił się do Jamesa Madisona i Johna Jaya.
Najpłodniejszy spośród autorów – Hamilton, przedstawił w swoich esejach zalety nowej Konstytucji i słabości amerykańskiej Konfederacji. Madison skupił się na dyskusjach historycznych, porównujących m.in. staro- i nowożytne konfederacje, natomiast Jay, jako były sekretarz stanu, pisał głównie o polityce zagranicznej. Na 85 artykułów, pierwsze 46 – to teksty wyliczające minusy Artykułów Konfederacji oraz przekonujące do konieczności stworzenia silnej administracji centralnej, w przeciwieństwie do autonomicznych rządów stanowych. Eseje 46-51 przekonują o zgodności Konstytucji z zasadami republikańskimi, a 52-58 wyjaśniają uprawnienia Izby Reprezentantów. Artykuły 59-61 opisują sposób przeprowadzania wyborów, a 62-66 uprawnienia Senatu. W pozostałych artykułach (67-84) przedstawiony został model władzy wykonawczej i sądowniczej, a ostatni, 85. esej podsumowuje całość „Federalisty”.
Stan Nowy Jork rozpoczął obradowanie nad Konstytucją 17 czerwca 1788. Głównymi antagonistami podczas debaty w Kongresie byli wówczas Alexander Hamilton i George Clinton. Stan ostatecznie ratyfikował Konstytucję 26 lipca 1788. Historycy amerykańscy są zgodni co do tego, że „Federalista” stanowi najsławniejszy komentarz do Konstytucji i jest jedną z najważniejszych pozycji w kanonie amerykańskiej literatury filozofii politycznej. Na treści zawarte w „Federaliście” często powoływali się czołowi politycy, a także sędziowie w wyrokach, np. pierwszy prezes Sądu Najwyższego John Marshall.

## Autorstwo
Według Hamiltona, on sam napisał 63 artykuły, Jay był autorem 5 z nich, Madison – 14, natomiast 3 napisał Hamilton wspólnie z Madisonem. W 1818 Madison stwierdził, że dane przedstawione przez Hamiltona są błędne, bowiem miał on napisać 26 esejów, a nie 14. Tożsamości autorów „Federalisty” były zachowywane w ścisłej tajemnicy – ujawniono je dopiero w 1792 roku.
Badania z XX wieku stwierdzają, że bezsprzecznie Jay był autorem 5 artykułów (wycofał się z przyczyn zdrowotnych). Hamilton miał napisać około 40, natomiast Madison niewiele mniej; kilka komentarzy napisali wspólnie.